# Hermanos (Breaking Bad)
"Hermanos" es el octavo episodio de la cuarta temporada de la serie dramática de televisión estadounidense Breaking Bad, y el episodio 41 en general de la serie. Se emitió originalmente en AMC en los Estados Unidos el 4 de septiembre de 2011.

## Trama

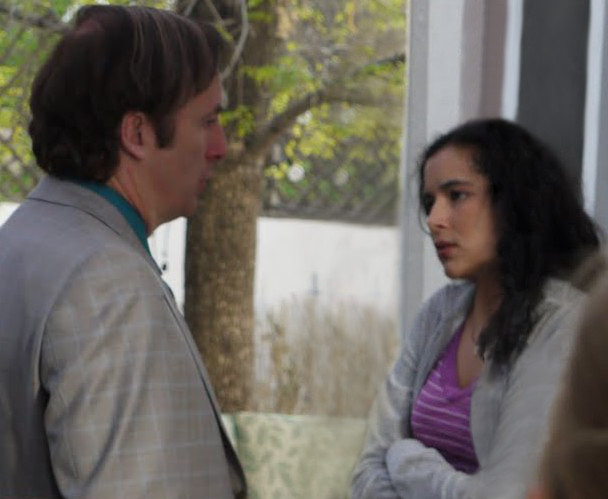
Bob Odenkirk como Saul Goodman y Emily Ríos como Andrea Cantillo

Durante un flashback o analepsis, justo después de las muertes de Leonel y Marco Salamanca y Juan Bolsa, Gus Fring se reúne con Héctor Salamanca, ya enterado de lo sucedido y le insinúa que orquestó las muertes de Leonel y Marco por venganza, diciendo "sangre por sangre", lo que luego parece enfurecer al inmóvil Héctor. Luego, la escena cambia al agua que se tiñe lentamente de rojo.
Gus es llamado para que se reúna con la policía y la DEA, donde le preguntan sobre sus huellas dactilares en el apartamento de Gale Boetticher. Explica que Gale recibió hace años una beca universitaria de química de la UNM que creó él mismo, y dice que Gale lo había invitado a su apartamento a cenar para pedirle dinero; les dice que no acepta su "propuesta de trabajo" y se enteró de su muerte por los periódicos. Hank pregunta si Gus Fring es su verdadero nombre, ya que no hay registros de nadie con ese nombre en Chile. Gus dice que emigró en la época de la dictadura de Pinochet, que, según él, fue notoria tanto por las violaciones de los derechos humanos como por la falta de registros. Los investigadores están satisfechos con sus respuestas, excepto Hank, que todavía sospecha. Mientras tanto, Skyler comienza a esconder el dinero de la metanfetamina de Walter en un sótano debajo de la casa.
Más tarde, Hank le pide a Walter que lo lleve a una exhibición de minerales, pero revela en el camino que realmente irá a Los Pollos Hermanos para colocar una unidad de rastreo GPS en el auto de Gus. Walter está nervioso porque ya está en malos términos con Gus y porque Mike aparece de sorpresa y lo observa, pero Walter finalmente cede ante Hank. Walter finge colocar el rastreador y entra al restaurante, donde Gus se encuentra con él en una caja registradora. Walter se apresura a asegurarle a Gus que no plantó el rastreador, mostrándolo todavía en su bolsillo, pero Gus le dice que "lo haga". Perplejo, Walter coloca el rastreador en su camino de regreso a su auto y se va con Hank. Más tarde, Walter (mirando la cámara del laboratorio) y Mike le aseguran a Gus que Hank está actuando por su cuenta y no como parte de la investigación de la DEA, pero Mike le advierte a Gus que Hank puede representar un problema si él y el cartel van a la guerra. Walter advierte a Jesse sobre la investigación de Hank y nuevamente lo insta a matar a Gus. Mientras está en la casa de Jesse, Walter intercepta un mensaje de texto destinado a Jesse y sospecha que se está volviendo leal a Gus. Por otro lado, Jesse vuelve a conectar con Andrea y Brock, a quienes les ha enviado dinero a través de Saul en su nuevo hogar.
Gus va a ver a Héctor a la residencia de ancianos y le pregunta, enigmáticamente, si hoy es el día. Una analepsis a 1989 en México muestra a Gus y Max Arciniega, su socio comercial reuniéndose con Héctor, Bolsa y su jefe, Don Eladio. Gus y Max le presentan su esquema de metanfetamina a Eladio con la esperanza de hacer negocios con el cartel. Max, que es bioquímico e ingeniero químico, produce la metanfetamina, y la pareja la vende en su restaurante, llamado Los Pollos Hermanos en honor a Gus y Max. Aunque a Eladio le gusta la idea, siente que Gus le ha faltado el respeto al dar "muestras" de metanfetamina a los secuaces de Eladio para manipularlo en su objetivo de conseguir una reunión con él. Además, Eladio se pregunta cuál es el propósito de Gus en el negocio si Max es el cocinero de la metanfetamina de alta calidad. Antes de que Gus pueda explicarlo, Héctor le dispara a Max en la cabeza y obliga a Gus a acostarse y mirar a su compañero muerto a los ojos. Eladio le dice a Gus que la única razón por la que Gus está vivo y Max no es porque Eladio sabe quién es realmente Gus y le advierte que "ya no está en Chile". En la actualidad, Gus le dice a Héctor que lo mire a los ojos, pero Héctor se niega. "Quizás la próxima vez", dice Gus, y deja a Héctor, que derrama lágrimas en su silla de ruedas.

## Producción

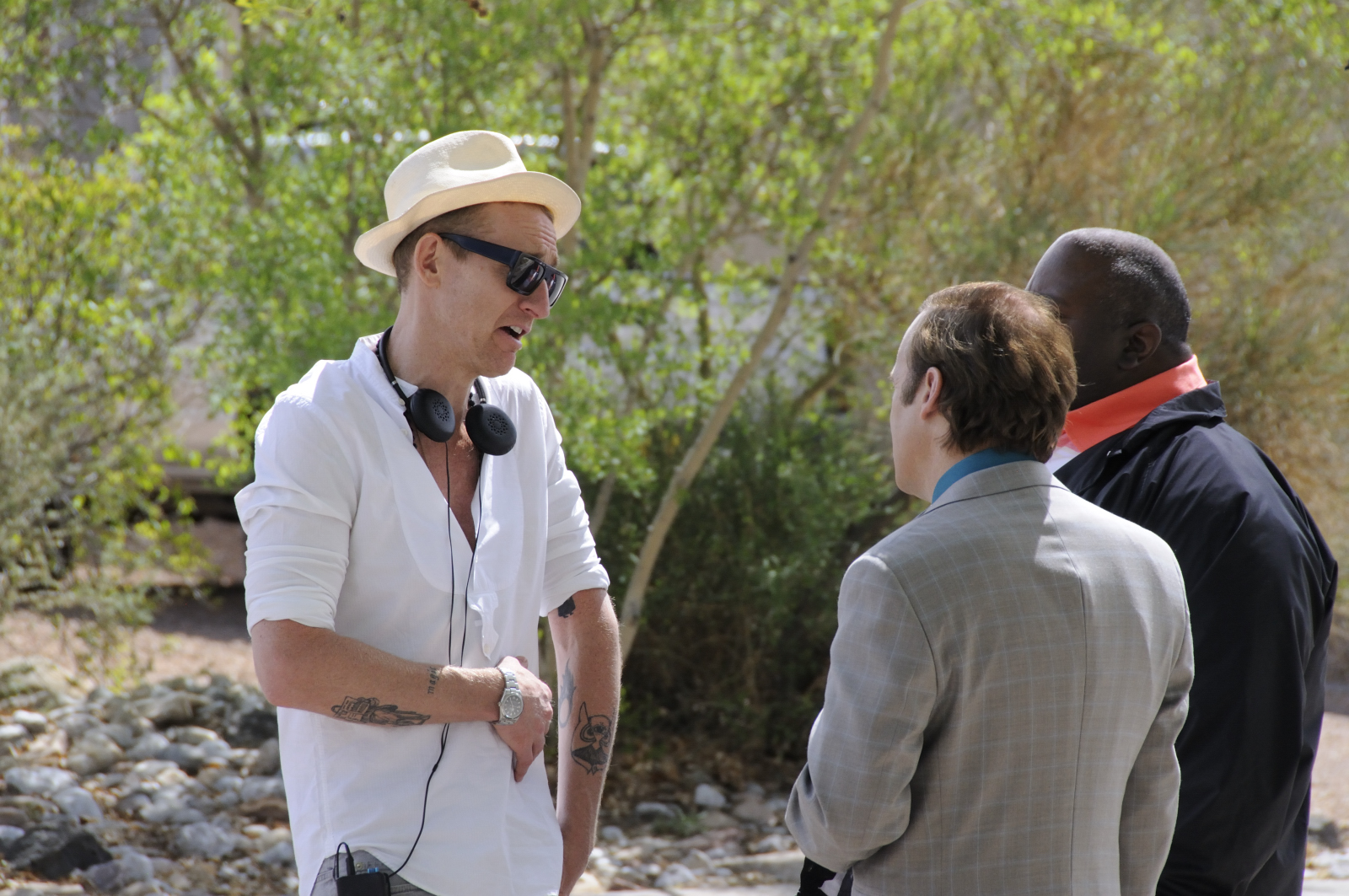
El director Johan Renck, Bob Odenkirk (como Saul Goodman) y Lavell Crawford (como Huell Babineaux) en el plató de Breaking Bad

"Hermanos" fue el primer episodio en profundizar en la historia de fondo de Gus Fring, aunque aún queda mucho por explicar sobre el pasado del personaje en Chile, que Gus parece ansioso por mantener oculto. El creador de la serie, Vince Gilligan, ha dicho que Gus probablemente estuvo involucrado en la dictadura militar del general Augusto Pinochet, pero el equipo de redacción deliberadamente no había determinado toda la historia de fondo. Gilligan dijo que creía que esto convertiría a Gus en un personaje más interesante y misterioso, al tiempo que permitiría a los escritores una mayor flexibilidad para escribir para él en futuros episodios.

## Recepción
Alan Sepinwall de HitFix elogió el episodio y lo describió como "otra hora excelente de la temporada 4". Seth Amitin de IGN le dio un raro 10 de 10. Donna Bowman de The AV Club le dio al episodio una "B+".
En 2019, The Ringer clasificó a "Hermanos" como el 16° mejor episodio de la serie.

## Elogios
El nominado al Emmy, Giancarlo Esposito, presentó este episodio para su consideración para el Premio Primetime Emmy al Mejor Actor de Reparto en una Serie Dramática para la 64.ª edición de los Premios Primetime Emmy. Finalmente perdió ante Aaron Paul por su actuación en el episodio "End Times".